# ファイナル・オプション
ファイナルオプション (Who Dares Wins, 米: The Final Option) は、1982年に公開されたイギリスの映画。

## 概要
イギリス陸軍特殊部隊SAS (Special Air Service) の活躍を描いたアクション映画。1980年にロンドンで実際に起こった駐英イラン大使館占拠事件を元に制作された。
実際の事件ではSASの救出作戦が当時世界中にニュースとして配信された。そのシーンは映画のクライマックスに生かされ、迫力とリアリティを生んでいる。

## ストーリー
イギリス国内で、過激派グループがテロ事件を起こそうとしていることが判明した。SASのハドレー中佐は、スケルン大尉をそのグループに潜入させ未然に防ごうとするが、スケルンの家族を人質にとられた上、アメリカ大使館が占拠されてしまう。

## キャスト
| 役名                           | 俳優                       | 日本語吹替                      | 日本語吹替                                |
| 役名                           | 俳優                       | ソフト版                        | テレビ朝日版                              |
| ------------------------------ | -------------------------- | ------------------------------- | ----------------------------------------- |
| ピーター・スケルン大尉         | ルイス・コリンズ           | 若本規夫                        | 堀勝之祐                                  |
| フランキー・リース             | ジュディ・デイヴィス       | 相沢恵子                        | 高島雅羅                                  |
| アーサー・カリー（米国務長官） | リチャード・ウィドマーク   | 大塚周夫                        | 大塚周夫                                  |
| アイラ・ポッター将軍           | ロバート・ウェッバー       | 秋元羊介                        | 加藤正之                                  |
| パウエル本部長                 | エドワード・ウッドワード   | 長克巳                          | 村松康雄                                  |
| ハドレー大佐                   | トニー・ドイル             | 伊藤栄次                        | 細井重之                                  |
| ロッド・ウォーカー             | ジョン・デューティン       | 船木まひと                      | 曽我部和恭                                |
| ジェニー・スケルン             | ロザリンド・ロイド         | 多緒都                          | 土井美加                                  |
| ヘルガ                         | イングリッド・ピット       | 久行敬子                        | 弘中くみ子                                |
| ライアン                       | ノーマン・ロドウェイ       | 秋元羊介                        | 峰恵研                                    |
| スティール                     | モーリス・ローヴ           | 寺田明正                        | なし                                      |
| ヘイゲン大尉                   | ボブ・シャーマン           | かつまゆう                      | 秋元羊介                                  |
| フロイント大尉                 | アルバート・フォーテル     | 木下尚紀                        | 幹本雄之                                  |
| マック                         | マーク・ライアン           | 駒谷昌男                        | 二又一成                                  |
| ハークネス                     | アラン・ミッチェル         | 園部好德                        | 伊井篤史                                  |
| マーティン氏                   | リチャード・コールマン     |                                 | 牛山茂                                    |
| ポープ                         | ナイジェル・ハンフリーズ   |                                 | 秋元羊介                                  |
| デニス                         | ジョン・モリソン           | 御園行洋                        | 江原正士                                  |
| ピックレー                     | マイケル・フォレスト       |                                 | 塚田正昭                                  |
| ベイカー                       | トレヴァー・バイフィールド | 飯島肇                          | なし                                      |
| アパートの警官                 | マーティン・ジェイコブス   |                                 | 大滝進矢                                  |
| ハロルド・スタウントン外務大臣 | ジョン・ウッドナット       | 駒谷昌男                        | 伊井篤史                                  |
| リチャード卿                   | ポール・フリーマン         |                                 |                                           |
| ウィリアムソン                 | ニック・ブリンブル         |                                 | 江原正士                                  |
| メアリー・ティンカー           | メグ・デイヴィス           |                                 | 好村俊子                                  |
| メリッサ                       | リン・ミラー               | 大鐘則子                        | 叶木翔子                                  |
| 日本語版制作スタッフ           |                            |                                 |                                           |
| 演出                           |                            | 春日一伸                        | 蕨南勝之                                  |
| 翻訳                           |                            | KAN TAKASHIMA                   | 武満眞樹                                  |
| 調整                           |                            | 菊地一之                        | 遠西勝三                                  |
| 効果                           |                            |                                 | 佐藤良介                                  |
| スタジオ                       |                            | プロセンスタジオ                |                                           |
| プロデューサー                 |                            | 岩本克也                        |                                           |
| 担当                           |                            | 吉富孝明                        |                                           |
| 解説                           |                            |                                 | 岡本麻弥                                  |
| 制作                           |                            | スティングレイ プロセンスタジオ | ニュージャパンフィルム                    |
| 初回放送                       |                            |                                 | 1989年11月18日 『ウィークエンドシアター』 |

※スティングレイから2015年1月30日発売のブルーレイにはDVD版とテレビ朝日版の吹替が収録。テレビ朝日版の音源は正味91分だが、台詞を発するシーンが完全にカットされた登場人物だけDVD版の音声で補完されているため、ブルーレイに収録されているものは正味約101分となっている。